# Château de Herrenstein
Le château de Herrenstein se situe dans la commune française de Neuwiller-lès-Saverne, dans le département du Bas-Rhin.

## Historique
La seigneurie d'Herrenstein, avec les villages de Dettwiller, Dossenheim, Hattmatt, Kleinwiesentau et Kugelberg, appartenait à l'évêché de Metz qui la confia à des avoués pour protéger l'abbaye de Neuwiller (comme le Geroldseck protégeait l'abbaye de Marmoutier, toujours pour l'évêché de Metz).
Si le site est probablement fortifié depuis le IXe siècle, le château actuel est reconstruit au début du XIe siècle, par les comtes d'Eguisheim-Dabo, alors avoués. Vers 1005, Hugues d’Eguisheim prend parti pour l’empereur du Saint-Empire, contre l’évêque de Metz. Son château est ruiné par les troupes de ce dernier. Le château est alors reconstruit. Sous l’épiscopat de Philippe de Florange (1260-1263), il est de nouveau ravagé, cette fois par Henri II de Lichtenberg et par l’évêque de Strasbourg. Dès la fin du XIIIe siècle, le château est cédé aux Lichtenberg par l’évêque de Metz. Guillaume de Diest prend le château vers 1396.
En 1449, il est fait mention de plusieurs centaines de carreaux d'arbalètes qui sont conservés dans une petite tour et dans la cuisine un petit sac de poudre (près d'un foyer).
Les domaines du  château sont rachetés peu à peu par la ville de Strasbourg, qui en devient maître en 1480. Le château compte une garnison de six à douze hommes. Au XVIe siècle, il est modernisé par Specklin, architecte de la ville de Strasbourg, pour en faire une forteresse capable de résister à l’artillerie naissante. Le Herrenstein protège la seigneurie où trouvent refuge des Protestants, la ville étant passée à la Réforme.
Pendant l'occupation française de l'Alsace par les troupes de Louis XIV, qui mène sa politique des réunions, le Herrenstein a été acheté par Reinhold de Rosen, lieutenant général du roi, qui le modernise et y réside. En 1676, le château est néanmoins détruit par les troupes de Joseph de Montclar.

## Accès
Dans le village, prendre vers la Petite-Pierre, par la rue du Herrenstein. Puis suivre le sentier balisé de croix de Saint-André bleues.

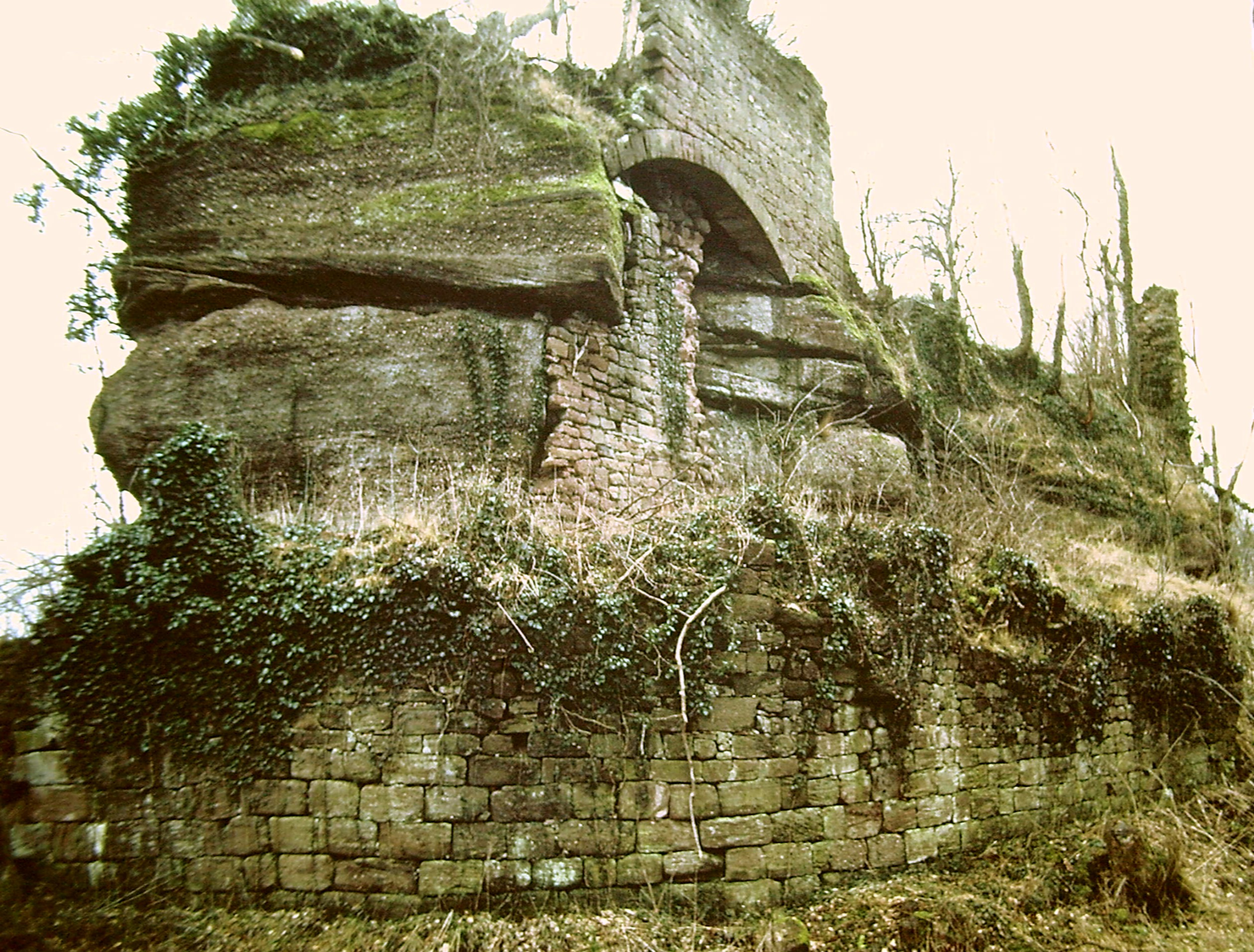
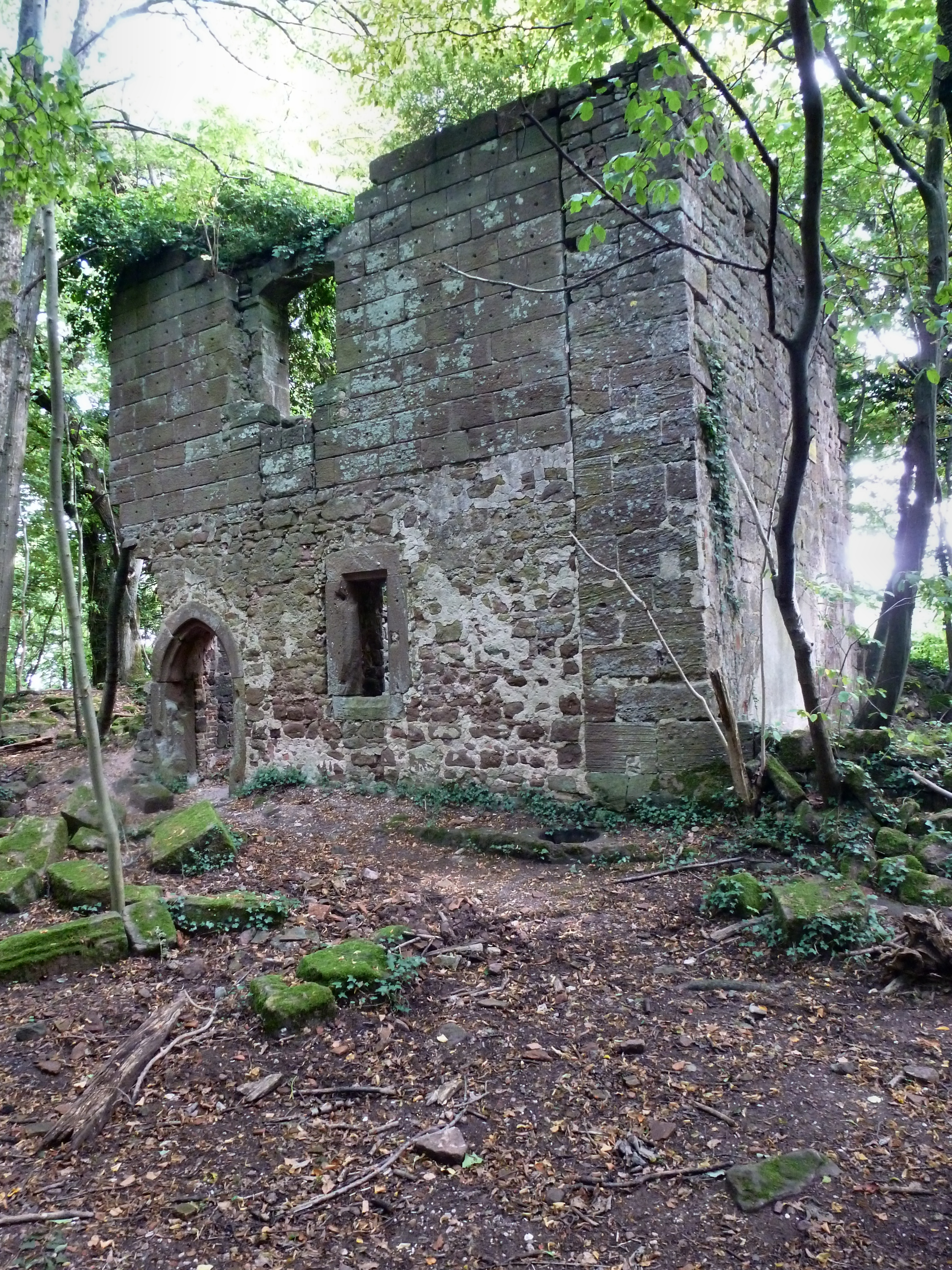
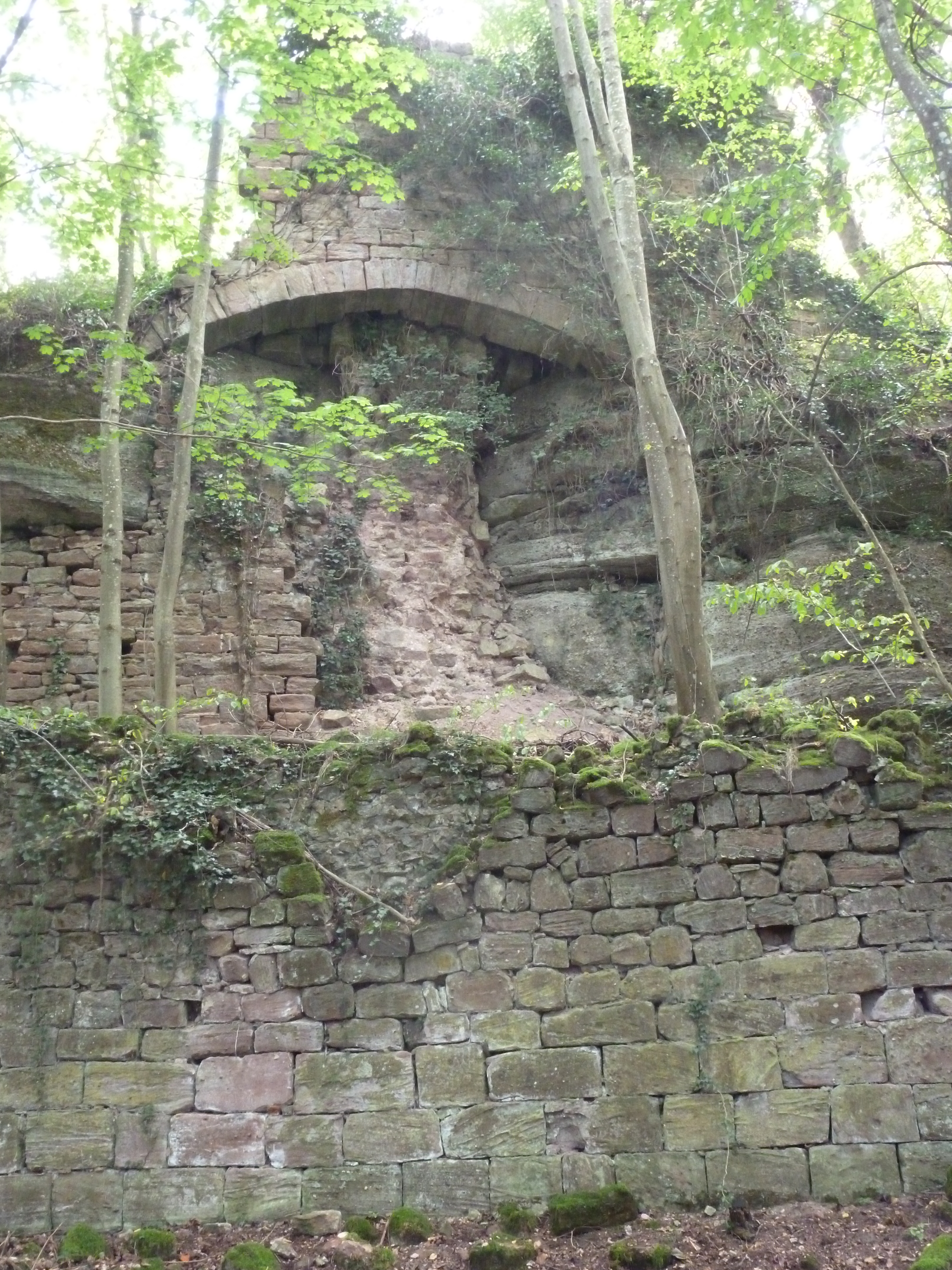
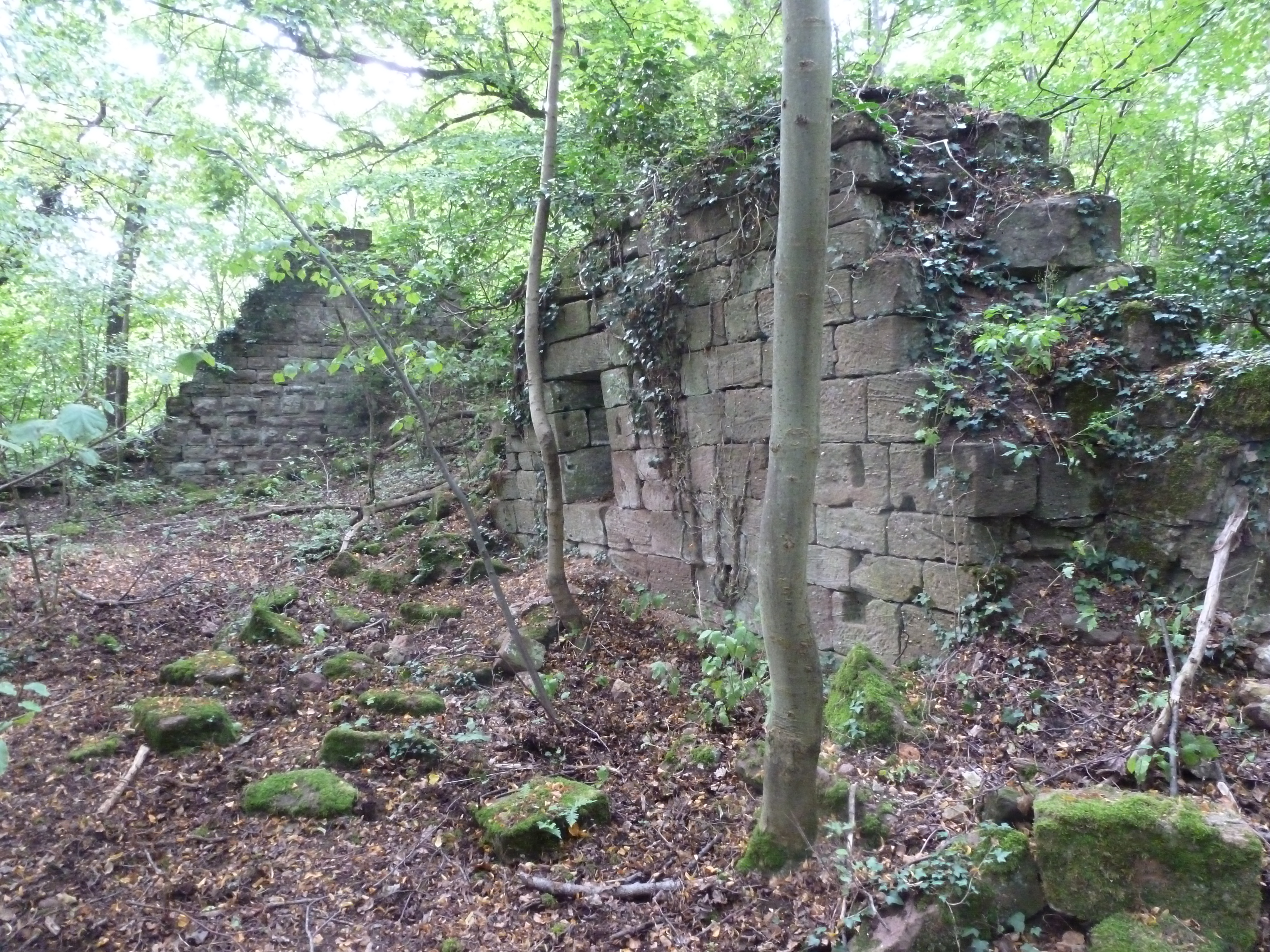
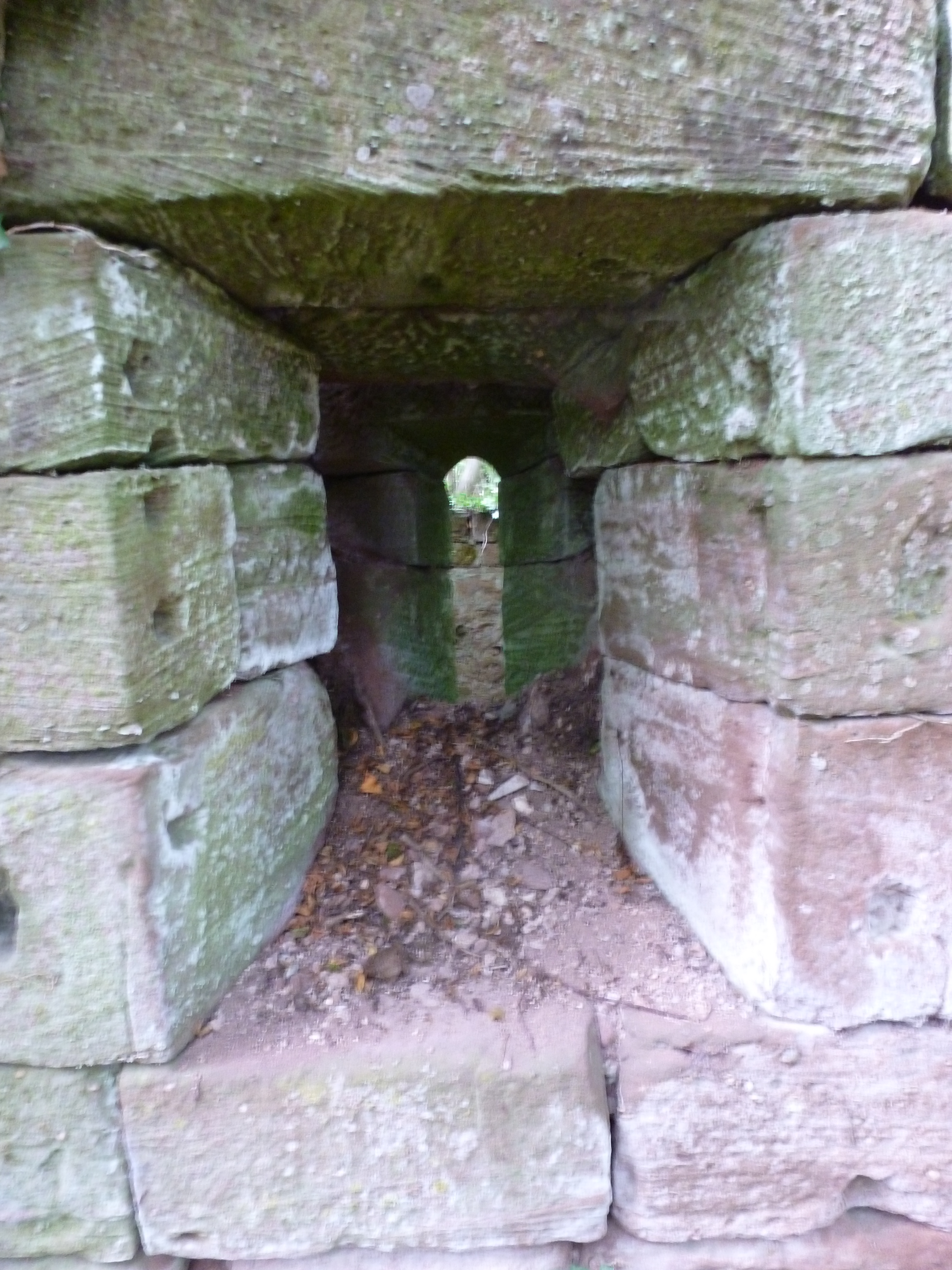
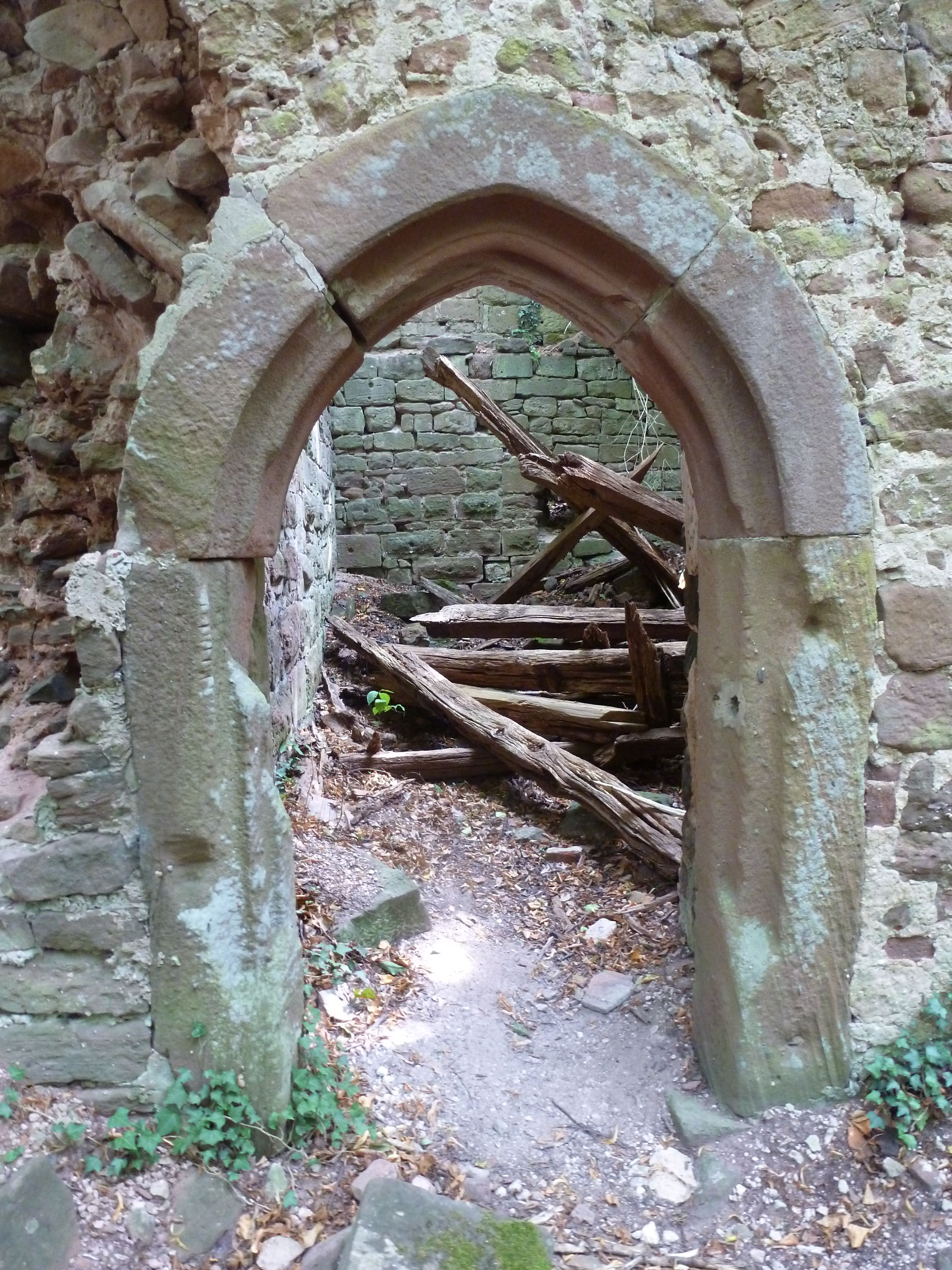
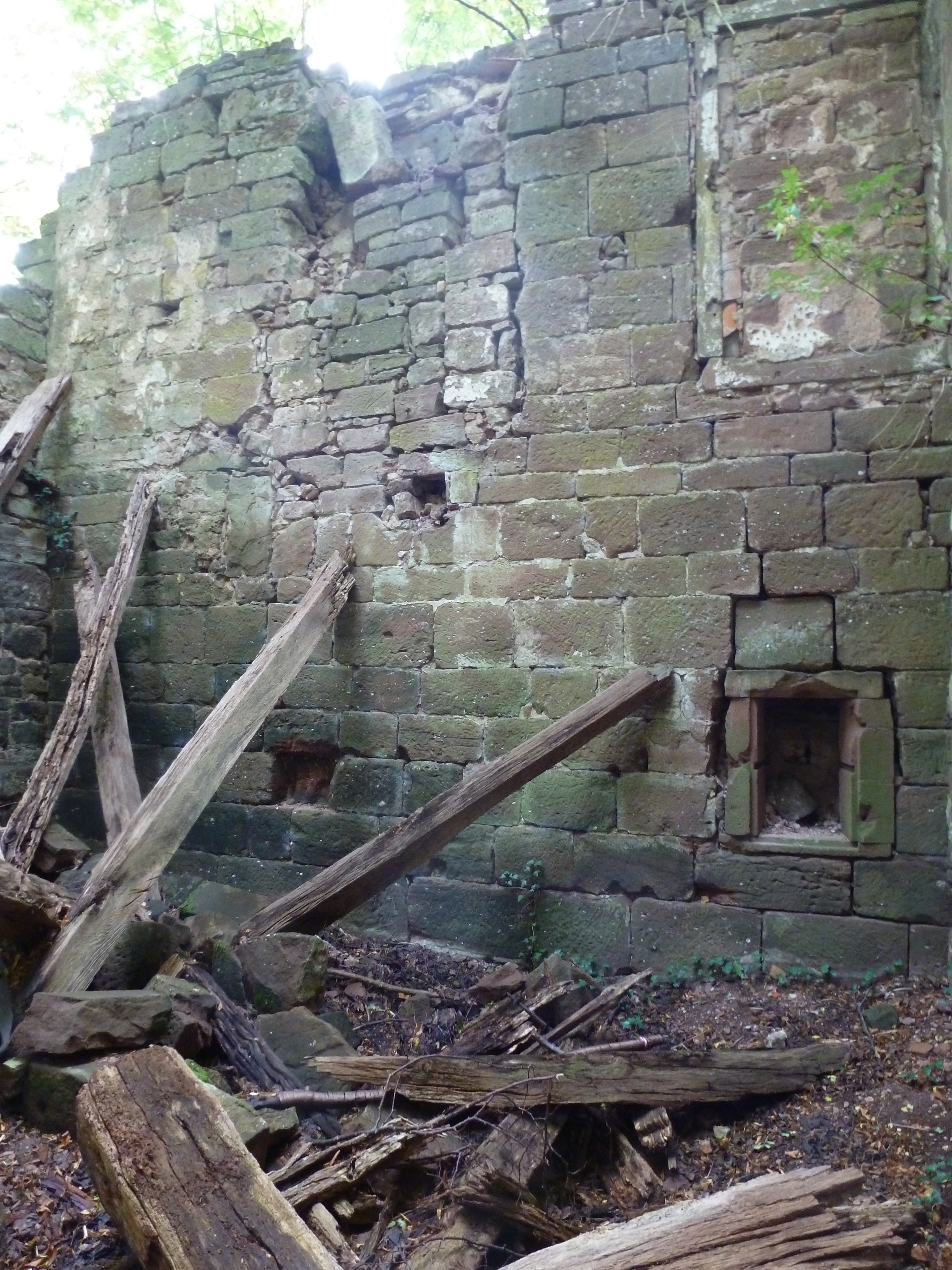
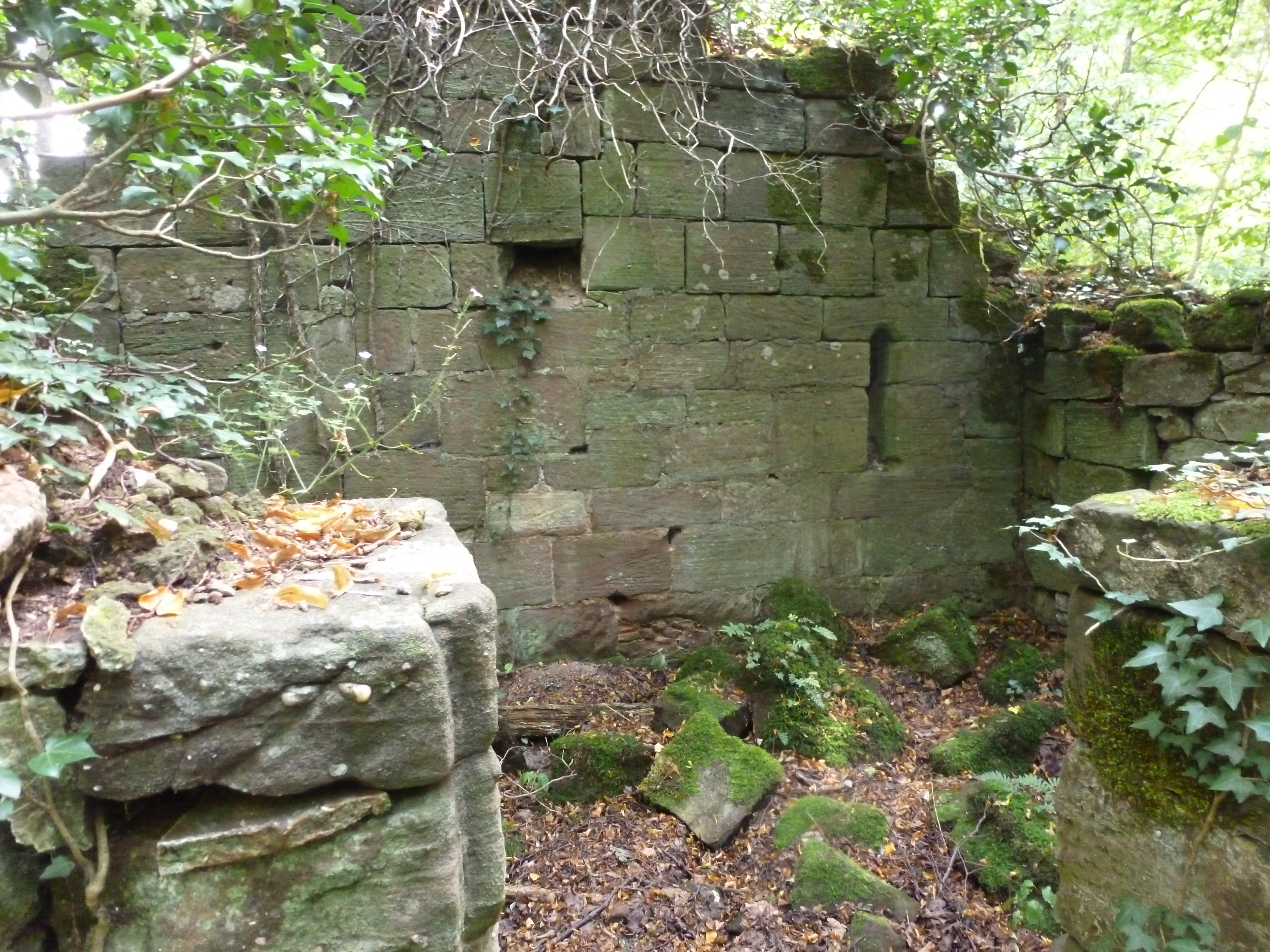
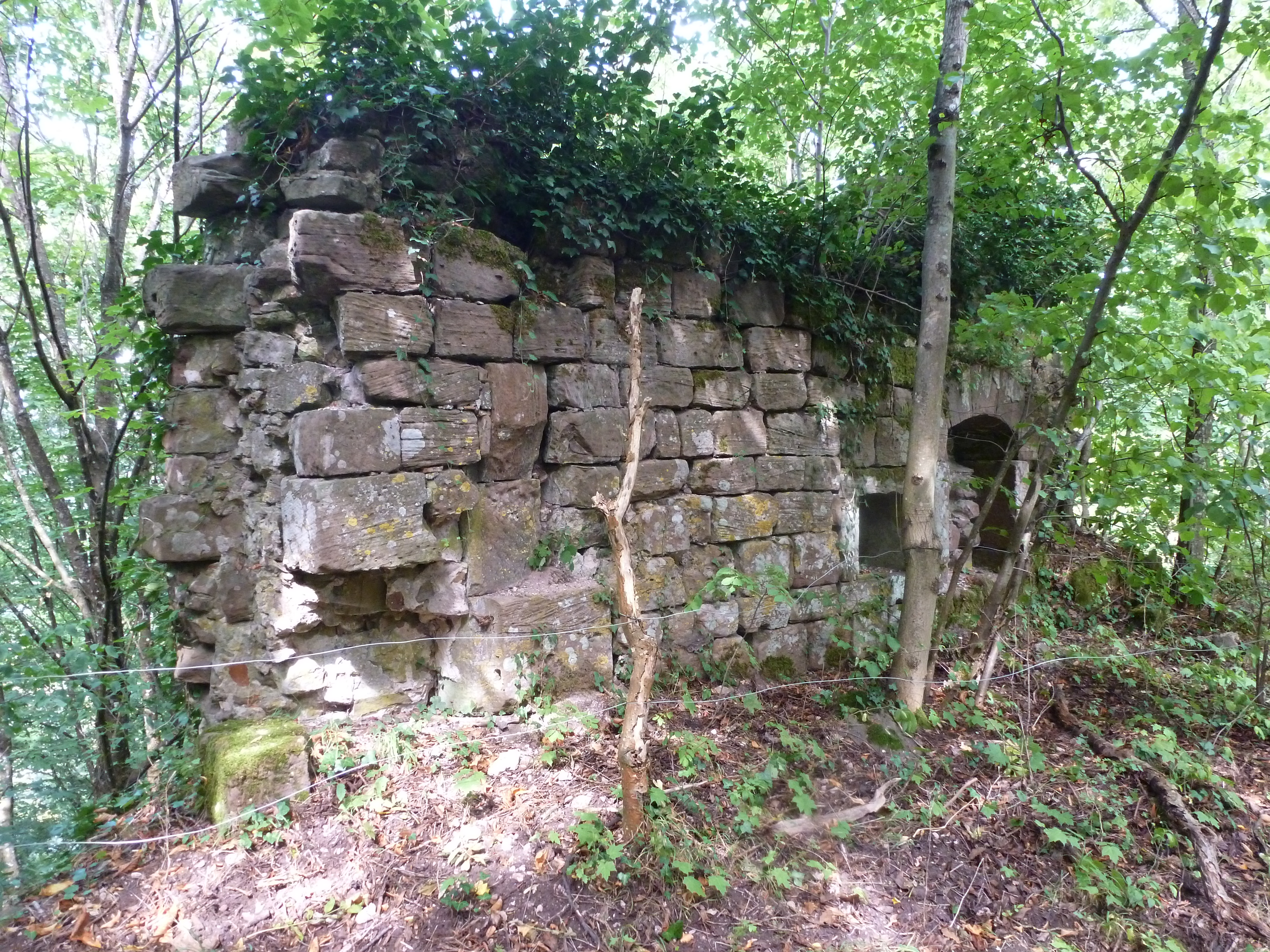
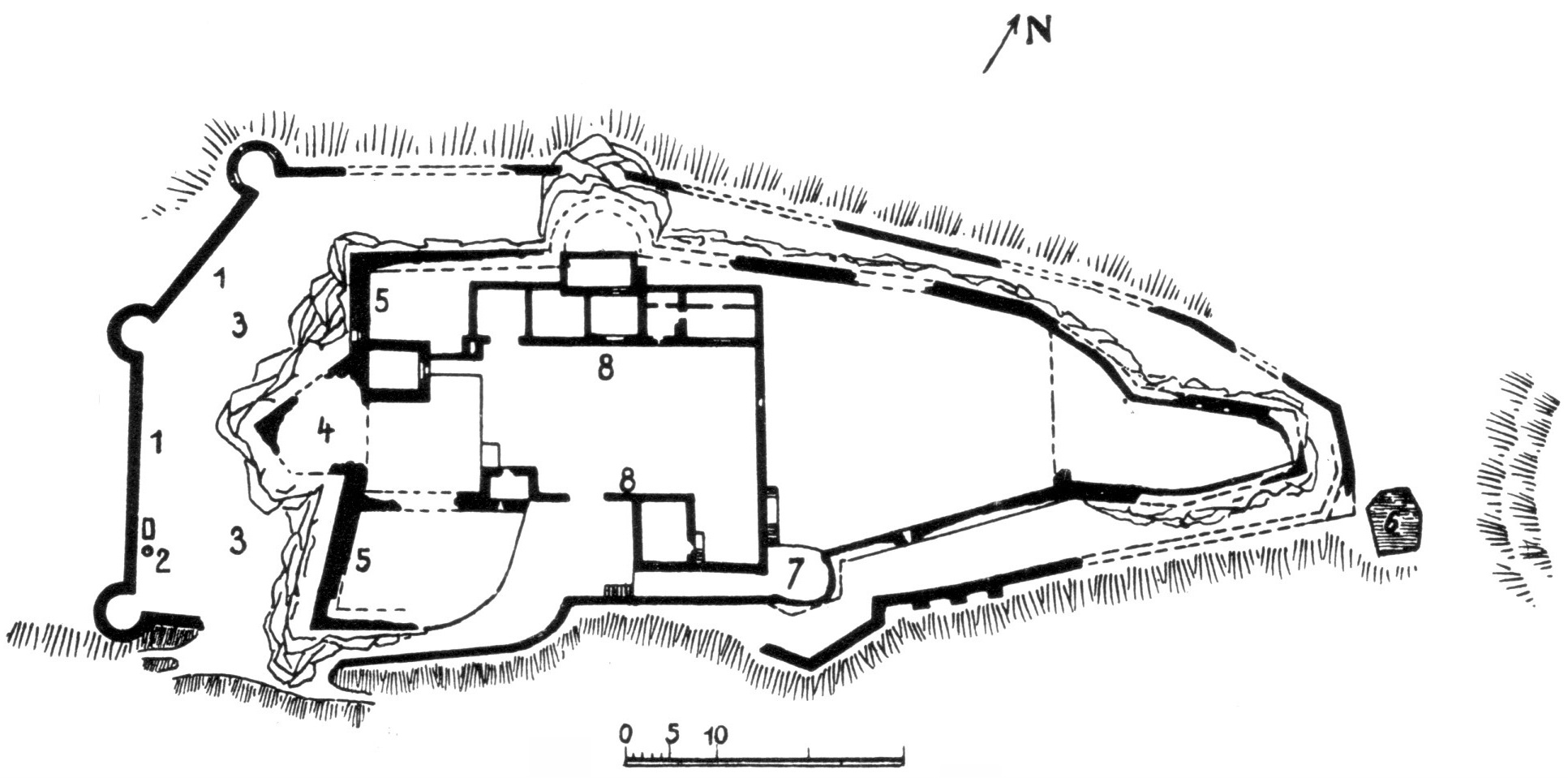
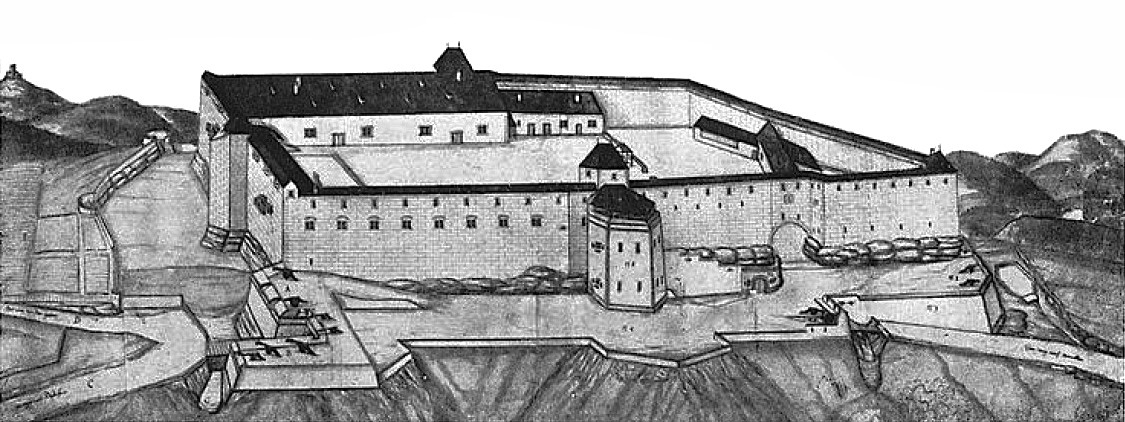
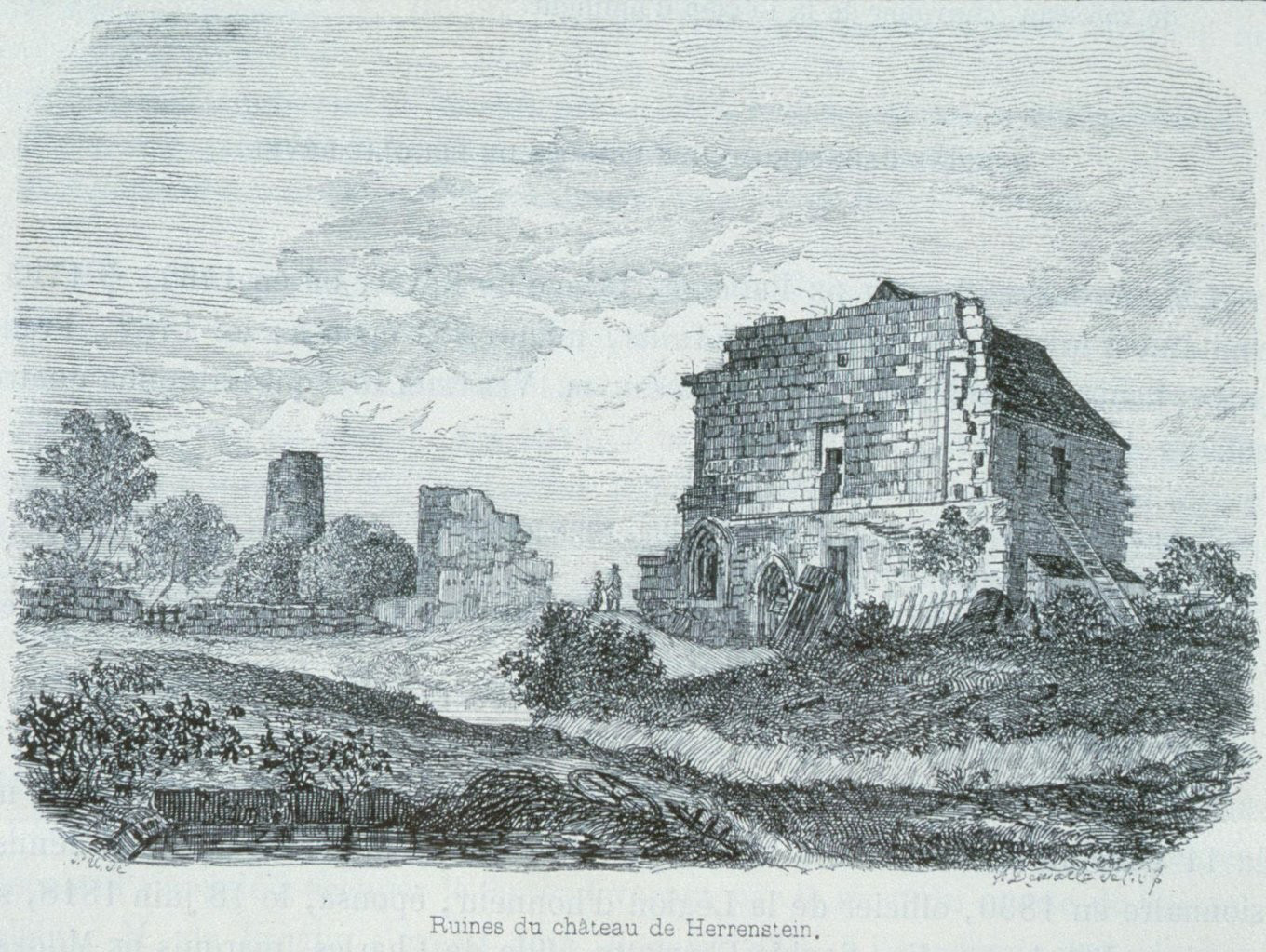